# RENFE 276 sorozat
A RENFE 276 sorozat egy spanyol Co'Co' tengelyelrendezésű, 3 kV DC áramrendszerű villamosmozdony-sorozat. 1956 és 1965 között gyártotta az Alstom, a CAF, a MTM, a MACOSA és a S.E.C. Naval. Összesen 136 db készült a sorozatból a RENFE részére. A mozdonyok alapja a francia SNCF CC 7100 sorozat volt.